# پودلسی (ناحیه وستی ناد اورلیتسی)
پودلسی (به چکی: Podlesí) یک منطقهٔ مسکونی در جمهوری چک است که در ناحیه اوستی ناد اورلیتسی واقع شده‌است. پودلسی ۳٫۲۷ کیلومتر مربع مساحت و ۲۴۹ نفر جمعیت دارد و ۴۰۵ متر بالاتر از سطح دریا واقع شده‌است.